# Coppa di Francia 2012-2013 (calcio femminile)
La Coupe de France féminin 2012-2013 è stata la 12ª edizione della Coppa di Francia riservata alle squadre femminili. La finale si è svolta allo stadio Gabriel Montpied di Clermont-Ferrand ed è stata vinta dall'Olympique Lione per la terza volta nella sua storia e seconda consecutiva contro il Saint-Étienne per 3-1.

## Fase regionale
Le squadre appartenenti ai campionati regionali si sfidano per prime in gare ad eliminazione diretta fino al 9 dicembre 2012. 

## Fase federale

### Primo turno
Si aggiungono alle squadre rimanenti dal turno precedente le 36 squadre appartenenti al campionato Division 2 e si sfidano in gare ad eliminazione diretta.
Le gare si svolgono a partire il 6 gennaio 2013.
| Squadra 1                     | Risultato       | Squadra 2                   |
| ----------------------------- | --------------- | --------------------------- |
| ETG Ambilly                   | 0 - 5           | Aulnat Sportif              |
| Dommartin Tour AFC            | 2 - 1           | Genas Azieu                 |
| Saint-Martin AS               | 0 - 2           | CS Nivolas-Vermelle         |
| Le Puy                        | 3 - 0           | RCF Mâcon                   |
| Nivolet FC                    | 2 - 2 (1-3 dtr) | Claix                       |
| AS Montmerle                  | 1 - 5           | Valence AS                  |
| FC Sète                       | 2 – 4           | US Véore                    |
| Etoile Aubune                 | 0 - 4           | Monteux                     |
| Martigues FC                  | 0 - 0 (1-4 dtr) | US Villeneuve-lès-Maguelone |
| Caluire FF 1968               | 1 - 4           | FAF Marseille               |
| Châteauneuf FC                | 1 - 5           | Nîmes                       |
| Montpellier ASPTT             | 2 - 1           | Olympique Marsiglia         |
| Castanet US                   | 2 – 3           | Union Jurançonnaise         |
| Montauban                     | 0 - 1           | Limoges LF                  |
| Critourien FC                 | 0 - 8           | ASPTT Albi                  |
| AS Sainte-Christie/Preignan   | 3 – 1           | ES Arpajonnaise             |
| Bruges ES                     | 0 - 15          | Muret                       |
| ES Champniers                 | 1 - 9           | Blanquefort                 |
| Orléans                       | 1 - 4           | Tours                       |
| US Lucéenne                   | 0 - 10          | La Roche-sur-Yon            |
| ASF Les Verchers              | 7 - 0           | ES Vineuil Brion            |
| Saint-Barthélémy ASC          | 0 - 3           | Corne USC                   |
| FC La Rochette Vaux les Pénil | 0 – 5           | Soyaux                      |
| Chamois niortais              | 0 - 1           | ESTC Poitiers               |
| Nantes Saint-Herblain FF      | 2 - 2 (3-4 dtr) | Le Mans                     |
| FC Flérien                    | 1 - 2           | Quimper Cornouaille         |
| L'Ernéenne                    | 2 - 9           | Lorient                     |
| Ploërmel FC                   | 0 - 3           | CBOSL Football              |
| FC Bergot                     | 0 - 4           | Saint-Malo                  |
| La Vitréenne FC               | 1 - 3           | FA Laval                    |
| ESM Gonfreville-l'Orcher      | 2 - 1           | ES 16e Paris                |
| Beauvais ASBO                 | 1 - 9           | VGA Saint-Maur              |
| Evry FC                       | 4 – 0           | SC Thiberville              |
| Rouen                         | 0 - 0 (3-4 dtr) | Val d'Orge                  |
| ESC Longueau                  | 2 - 8           | ES Cormelles-le-Royal       |
| FC Domont                     | 1 - 2           | Condéen                     |
| US Gravelines                 | 1 – 6           | Hénin-Beaumont              |
| CA Paris                      | 1 - 2           | Amiens SC                   |
| FC Templemars                 | 0 - 1           | Compiègne                   |
| FC Lillers                    | 0 – 2           | Montigny                    |
| Leers omnisports              | 1 – 4           | Val d'Europe FC             |
| Lumbres Olympique             | 2 - 3           | Boulogne USCCO              |
| Le Perreux AS                 | 0 - 1           | Saint-Memmie Olympique      |
| US Rouvroy                    | -               |                             |
| FC Monswiller                 | 0 – 2           | Digione                     |
| EN Saint-Avold                | Forfait         | FC Woippy                   |
| US Saint-Vit                  | 1 - 5           | CS Mars Bischheim           |
| Oberhergheim FC               | 0 – 2           | Besançon RC                 |
| AS Châtenoy-le-Royal          | 1 – 5           | ASSF Épinal                 |
| Saint-Max Essey FC            | 0 - 3           | US Blanzynoise              |
| ASCA Wittelsheim              | 6 - 3           | Hesingue US                 |
| Wolxheim CS                   | 0 – 5           | AS Algrange                 |

### Secondo turno
Nel secondo turno federale si aggiungono alle squadre rimanenti dal turno precedente 12 club del campionato di Division 1.
Le gare si svolgono il 27 gennaio ad eccezione di ESM Gonfreville - FCF Juvisy per questioni climatiche. 
| Squadra 1                   | Risultato       | Squadra 2                   |
| --------------------------- | --------------- | --------------------------- |
| ESM Gonfreville-l'Orcher    | 0 - 10          | FCF Juvisy                  |
| Dommartin Tour AFC          | 1 - 3           | Besançon RC                 |
| ASSF Épinal                 | 0 - 13          | Olympique Lione             |
| Saint-Memmie Olympique      | 0 - 4           | Digione                     |
| US Blanzynoise              | 2 - 2 (1-4 dtr) | Vendenheim                  |
| CS Mars Bischheim           | 2 – 0           | AS Algrange                 |
| Soyaux                      | 7 – 1           | Muret                       |
| Limoges LF                  | 0 - 2           | ESTC Poitiers               |
| Union Jurançonnaise         | 0 - 4           | ASPTT Albi                  |
| La Roche-sur-Yon            | 0 – 2           | Rodez                       |
| Tours                       | 3 - 0           | AS Sainte-Christie/Preignan |
| Blanquefort                 | 2 - 2 (1-3 dtr) | Tolosa                      |
| Le Mans                     | 0 - 2           | Quimper Cornouaille         |
| Lorient                     | 3 - 0           | Evry FC                     |
| Saint-Malo                  | 3 – 0           | CBOSL Football              |
| FA Laval                    | 2 - 1           | ASF Les Verchers            |
| Corne USC                   | 0 – 5           | Guingamp                    |
| Valence AS                  | 0 - 0 (3-1 dtr) | Nîmes                       |
| Montpellier ASPTT           | 1 - 3           | Yzeure                      |
| Claix                       | 2 - 1           | Le Puy                      |
| CS Nivolas-Vermelle         | 1 - 4           | Montpellier                 |
| FAF Marseille               | 0 – 4           | Monteux                     |
| Aulnat Sportif              | 1 - 5           | Saint-Étienne               |
| US Villeneuve-lès-Maguelone | 5 - 1           | US Véore                    |
| VGA Saint-Maur              | 4 - 2           | Issy                        |
| Val d'Europe FC             | 0 - 4           | Amiens SC                   |
| ES Cormelles-le-Royal       | 1 – 5           | Val d'Orge                  |
| Montigny                    | 0 - 9           | Paris Saint-Germain         |
| Hénin-Beaumont              | 2 – 1           | Arras                       |
| FC Woippy                   | 3 - 2           | ASCA Wittelsheim            |
| Compiègne                   | 9 - 0           | Boulogne USCCO              |
| Condéen                     | 0 - 2           | US Rouvroy                  |

## Sedicesimi di finale
Le gare si sono svolte il 17 febbraio 2013 tranne tre incontri per questioni climatiche.
| Squadra 1                   | Risultato       | Squadra 2           |
| --------------------------- | --------------- | ------------------- |
| Tolosa                      | 2 - 1           | Monteux             |
| Montpellier                 | 9 - 0           | ASPTT Albi          |
| Guingamp                    | 2 - 1           | Quimper Cornouaille |
| Yzeure                      | 4 - 0           | ESTC Poitiers       |
| Besançon RC                 | 0 - 10          | Saint-Étienne       |
| Valence AS                  | 0 - 5           | Rodez               |
| Saint-Malo                  | 0 – 7           | FCF Juvisy          |
| Amiens SC                   | 2 - 3           | Val d'Orge          |
| VGA Saint-Maur              | 2 - 1           | Digione             |
| US Villeneuve-lès-Maguelone | 0 - 1           | Claix               |
| Lorient                     | 1 - 2           | Soyaux              |
| FA Laval                    | 0 - 2           | Compiègne           |
| Tours                       | 0 - 6           | Paris Saint-Germain |
| Vendenheim                  | 4 – 2           | CS Mars Bischheim   |
| FC Woippy                   | 0 - 16          | Olympique Lione     |
| US Rouvroy                  | 0 – 0 (3-5 dtr) | Hénin-Beaumont      |

## Ottavi di finale
Le gare si sono svolte il 24 marzo 2013. 
| Squadra 1           | Risultato       | Squadra 2      |
| ------------------- | --------------- | -------------- |
| Paris Saint-Germain | 2 - 0           | FCF Juvisy     |
| Saint-Étienne       | 2 - 0           | Tolosa         |
| Rodez               | 0 – 4           | Montpellier    |
| Yzeure              | 1 - 1 (3-2 dtr) | Vendenheim     |
| Olympique Lione     | 11 - 0          | Soyaux         |
| Compiègne           | 1 - 2           | Guingamp       |
| Val d'Orge          | 1 - 5           | Hénin-Beaumont |
| VGA Saint-Maur      | 0 - 4           | Claix          |

## Quarti di finale
Il sorteggio è stato effettuato il 9 aprile 2013 e le gare si sono svolte tra il 27 e 28 aprile 2013.
| Squadra 1      | Risultato | Squadra 2           |
| -------------- | --------- | ------------------- |
| Yzeure         | 0 - 2     | Paris Saint-Germain |
| Claix          | 0 - 3     | Saint-Étienne       |
| Hénin-Beaumont | 0 - 6     | Olympique Lione     |
| Guingamp       | 1 - 3     | Montpellier         |

## Semifinali
Il sorteggio è stato effettuato nello stesso momento dei Quarti di finale e le gare si sono svolte l'11 e 12 maggio 2013.
Il match tra il Montpellier e l'Olympique Lione viene rigiocato a causa di un errore tecnico dell'arbitro che annulla ingiustamente una rete ai tiri di rigore a Rumi Utsugi (1-1, 5-6 dtr). Malgrado la qualificazione acquisita, il presidente Jean-Michel Aulas ha richiesto la ripetizione della partita poi acconsentita dalla Federazione francese per il 5 giugno 2013.
| Squadra 1     | Risultato | Squadra 2           |
| ------------- | --------- | ------------------- |
| Saint-Étienne | 2 - 0     | Paris Saint-Germain |
| Montpellier   | 0 – 4     | Olympique Lione     |

## Finale
| Arbitro: | Dorothée Ily |

|                                      |           |               |
| Schelin 44’ Renard 58’ Le Sommer 75’ | Marcatori | 63’ Chaumette |